# Вельовесь (Мендзиходський повіт)
Вельовесь (пол. Wielowieś, нім. Großdorf) — село в Польщі, у гміні Мендзихуд Мендзиходського повіту Великопольського воєводства.
Населення — 310 осіб (2011).
У 1975-1998 роках село належало до Гожовського воєводства.

## Демографія
Демографічна структура станом на 31 березня 2011 року:
|          | Загалом | Допрацездатний вік | Працездатний вік | Постпрацездатний вік |
| -------- | ------- | ------------------ | ---------------- | -------------------- |
| Чоловіки | 160     | 40                 | 109              | 11                   |
| Жінки    | 150     | 26                 | 95               | 29                   |
| Разом    | 310     | 66                 | 204              | 40                   |